# Cicindis
Cicindis is een geslacht van kevers uit de familie van de loopkevers (Carabidae). De wetenschappelijke naam van het geslacht is voor het eerst geldig gepubliceerd in 1908 door Bruch.

## Soorten
Het geslacht Cicindis is monotypisch en omvat slechts de volgende soort:
- Cicindis horni Bruch, 1908